# Miguel Margalef
Miguel Margalef, vollständiger Name Miguel Oscar Margalef Peña, (* 8. März 1956) ist ein ehemaliger uruguayischer Radsportler.

## Leben
Der aus Paysandú stammende Miguel Margalef, dessen Nachname teils auch in der Schreibweise Margaleff gebräuchlich ist, ist der Bruder von Mario Margalef und Onkel von Tomás Margalef, die beide ebenfalls Radrennfahrer waren. Margalef gehörte dem uruguayischen Aufgebot bei den Panamerikanischen Spielen 1975 in Mexiko-Stadt an. Auch nahm er an den Olympischen Sommerspielen 1976 in Montreal teil. Während er sich dort im 1000-Meter-Zeitfahren auf dem 22. Rang klassierte, belegte er in der 4000-Meter-Mannschaftsverfolgung mit dem uruguayischen Team in der Qualifikation den 16. Platz. 1979 folgte eine abermalige Teilnahme Margalefs an Panamerikanischen Spielen in Puerto Rico. Außerdem war er Mitglied der uruguayischen Mannschaft bei den Südamerikaspielen 1982 in Argentinien. Margalef war zudem Panamerikameister im 1000-Meter-Zeitfahren. Er fuhr für das Team des Club Ciclista Social y Deportivo Amanecer. Auch gehörte er – wie auch seine Brüder Mario und Tomás – dem Club Ciclista Joselín in Mercedes an.